# TNG Technology Consulting
TNG Technology Consulting GmbH (Eigenkurzschreibweise TNG, inoffiziell The Nerd Group) ist ein deutsches IT-Beratungsunternehmen mit Hauptsitz in Unterföhring bei München. Es bietet IT-Dienstleistungen an in den drei Leistungsgebieten Agile Softwareentwicklung, Künstliche Intelligenz und Cloud.

## Geschichte
TNG wurde im Januar 2001 in Unterföhring als partnerschaftliche Unternehmensberatung mit dem Fokus auf High End-Informationstechnologie gegründet. Die Gründung erfolgte mit dem Ziel, eine Unternehmensstruktur für Fachleute mit einer Affinität zu Informationstechnik zu schaffen. Die Gründer kombinierten dabei Erkenntnisse aus der Unternehmensforschung mit Eigenschaften von Vorbildern im Markt und eigenen Vorstellungen. Seit der Gründung hat sich das Unternehmen auf die Bereitstellung von Dienstleistungen im Bereich der Informationstechnik konzentriert. TNG hat Kunden aus verschiedenen Branchen wie Telekommunikation, Versicherung, E-Commerce, Automobilsektor, Logistik, Finanzwesen und anderen gewonnen. Durch kontinuierliches Wachstum hat TNG seine Belegschaft auf über 900 Mitarbeiterinnen und Mitarbeiter erhöht und sich als ein bedeutender Anbieter von IT-Dienstleistungen etabliert.

## Internationalisierung
TNG Technology Consulting hat sich im Laufe der Jahre international ausgedehnt und unterhält heute mehrere ausländische Niederlassungen und Tochtergesellschaften. Neben dem Hauptsitz in Unterföhring und weiteren Standorten in Deutschland, wie München und Karlsruhe, hat das Unternehmen auch Niederlassungen in Budapest, Ungarn, und Tallinn, Estland. Darüber hinaus gibt es Tochtergesellschaften in Melbourne, Australien (TNG Technology Consulting ANZ Pty Ltd), Oxford, Vereinigtes Königreich (TNG Technology Consulting UK Ltd), Prilly, Schweiz (TNG Technology Consulting Switzerland AG) und Austin, Texas (TNG Technology Consulting USA Inc). Die internationale Präsenz von TNG ermöglicht es dem Unternehmen, Kunden auf der ganzen Welt zu bedienen und sich an den Bedürfnissen des globalen Marktes zu orientieren.

## Preise und Auszeichnungen
TNG Technology Consulting hat verschiedene Auszeichnungen und Preise erhalten. Dazu gehören unter anderem der „Bayerns Best 50“-Preis des Bayerischen Wirtschaftsministeriums, den das Unternehmen mehrfach erhalten hat, zuletzt im Jahr 2024. TNG gewann den Preis ebenfalls in den Jahren 2010, 2012, 2015, 2018 und 2021. Dies ist insofern durchgängig, dass die Wettbewerbsbedingungen ursprünglich einen zweijährigen, dann einen dreijährigen Abstand zwischen den Teilnahmen vorschreiben.
Das Unternehmen wurde auch als „Focus Wachstumschampion“ in Deutschland ausgezeichnet. Diese Auszeichnung wird vom Magazin Focus in Zusammenarbeit mit Statista verliehen und ging sowohl für die Jahre 2017–2019 und für die Jahre 2021–2024 an TNG.
Die Financial Times hat TNG in ihrer Liste der „Europe's Long Term Growth Champions“ aufgeführt, die die Top 300 Unternehmen des Kontinents hinsichtlich des Umsatzwachstums zwischen 2013 und 2023 auflistet. Die durchschnittliche jährliche Wachstumsrate von TNG wurde dabei mit 23,9 % angegeben.
TNG hat auch andere Auszeichnungen erhalten, wie den „CHIP Top-Arbeitgeber für IT-Jobs“-Preis 2021, 2022 und 2024, den „brand eins Beste Berater“-Preis 2020 und den „kununu Top Company“-Preis in den Jahren 2022 bis 2025.

## Besonderheiten
Beim CASE Arbeitgeber Ranking 2022, bei dem gemessen wurde, welche Unternehmen die besten Hochschulabsolventen für sich gewinnen können, erzielte die Firma im Bereich Consulting den ersten Platz. Dafür wurden laut Handelsblatt die Bildungsabschlüsse von 1,5 Millionen Arbeitnehmern analysiert.
Die Firma ist eines der Partnerunternehmen bei dem Online-Stipendium und Karrierenetzwerk e-fellows.net.